# La Zisa

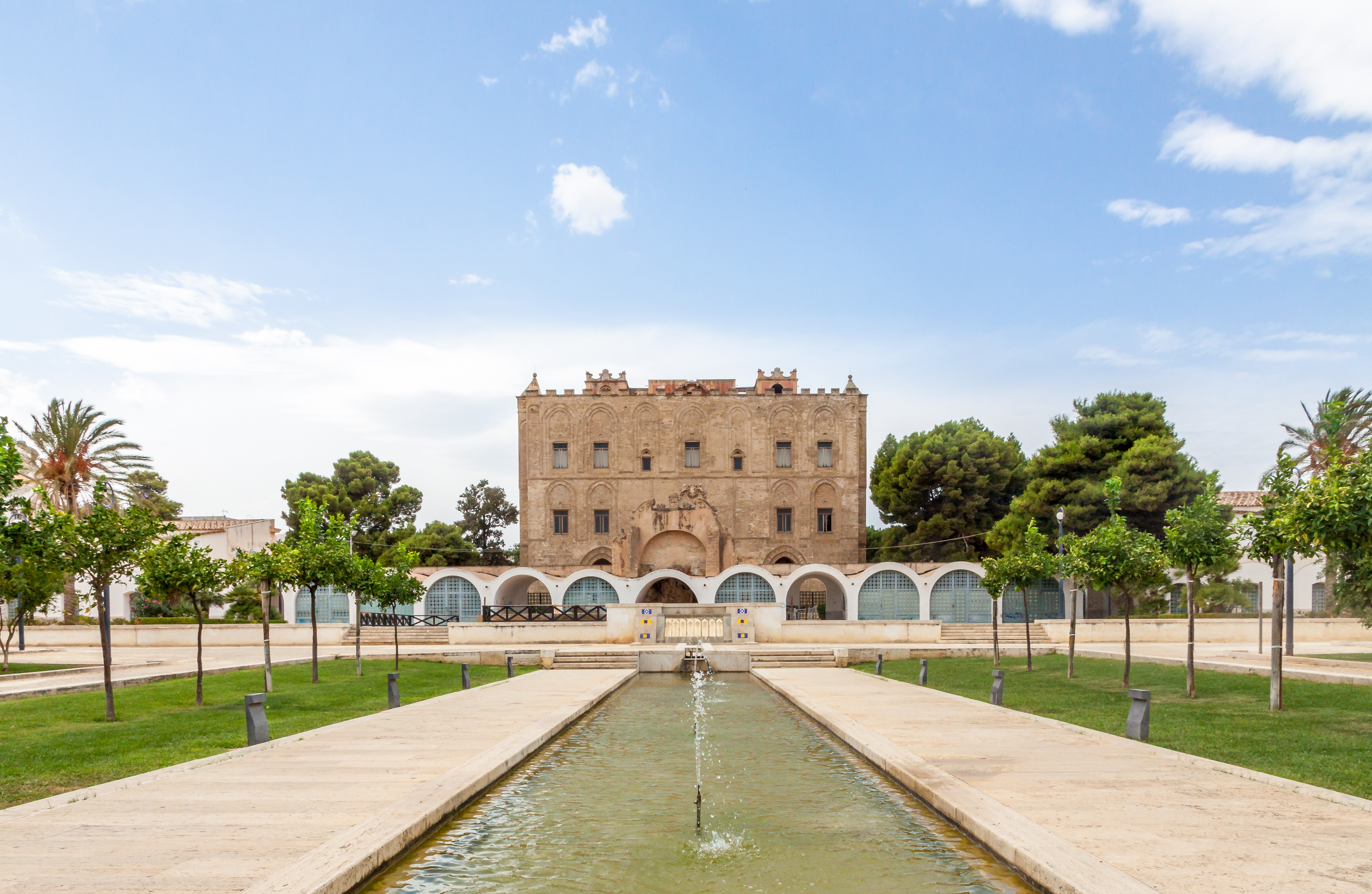
La Zisa, Palermo

La Zisa, auch Castello della Zisa oder einfach kurz nur Zisa genannt, ist ein Palast im Westen von Palermo, das den normannischen Königen von Sizilien als Sommerresidenz diente. Es liegt im ehemaligen „Parco Nuovo“, dem im Westen der Stadt gelegene Teil des königlichen Parks. Neben La Cuba, einem weiteren Palast in diesem ehemaligen Park, ist La Zisa einer der besterhaltenen normannischen Paläste Siziliens. Im Inneren des Palastes ist das Museum für Islamische Kunst untergebracht.

## Geschichte

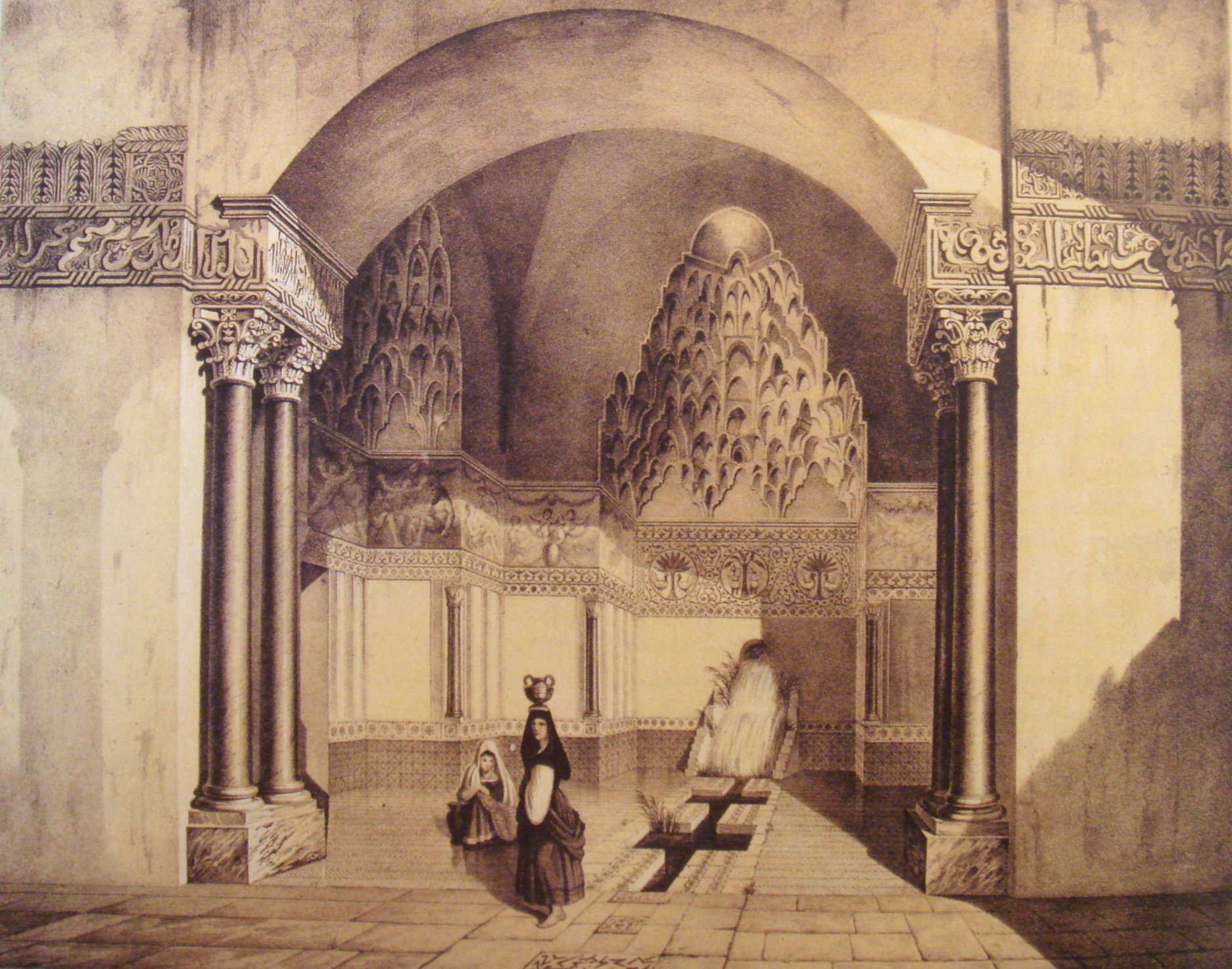
La Zisa, Druck von 1830

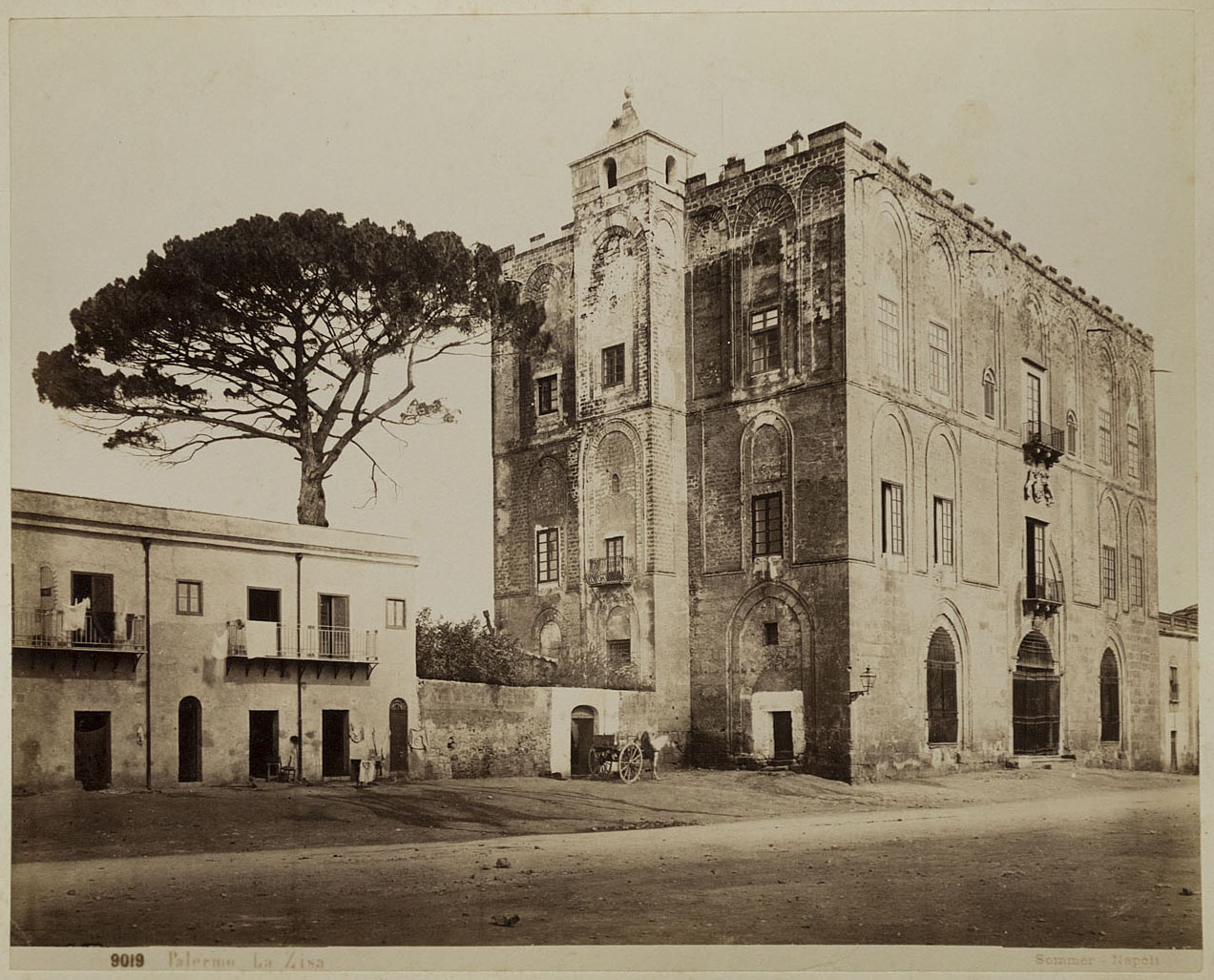
La Zisa, Fotografie (Albumin) von Giorgio Sommer, ca. 1865–70

La Zisa wurde 1165 unter Wilhelm I. begonnen und 1167 unter dessen Sohn Wilhelm II. fertiggestellt. Deutlich zu erkennen sind normannische und arabische Einflüsse. Dies ist darauf zurückzuführen, dass die Mehrzahl der mitwirkenden Handwerker und Bauarbeiter Araber waren, die zu dieser Zeit noch einen großen Anteil an der Bevölkerung Siziliens stellten. Auch der Name des Schlosses hat seinen Ursprung im Arabischen; er leitet sich von al-ʿazīz (mächtig, stark) ab. Das Schloss lag im königlichen Park, und vor seiner Hauptfassade, die in etwa nach Osten zur Stadt hin ausgerichtet ist, befand sich ein großes Wasserbecken.
Im 14. Jahrhundert wurde die Zisa zur Festung ausgebaut. Später kam sie in privaten Besitz. Während einer Pestepidemie 1624 wurde die Zisa als Lager für Gegenstände verwendet, die augenscheinlich mit Pesterregern in Kontakt waren. Welcher Art diese Gegenstände waren, lässt sich heute nicht mehr feststellen. 1635 wurde der Palast von der Adelsfamilie de Sandoval erworben und in einen Barockpalast umgebaut. 1806 gelangte er im Erbwege an die Familie Notarbartolo, die ihn teilweise restaurierte. 1951 kam die Zisa in staatlichen Besitz. Bereits in den 50er Jahren wurden die barocken Umbauten rückgängig gemacht. Nach einem teilweisen Einsturz von Decken und Wandverkleidungen im Oktober 1971 begannen 1972 umfangreiche Restaurierungsarbeiten.
Nach Abschluss der Restaurierungen wurde die Zisa wieder der Öffentlichkeit zugänglich gemacht. Heute beherbergt sie Palermos Museum für Islamische Kunst.

## Das Äußere

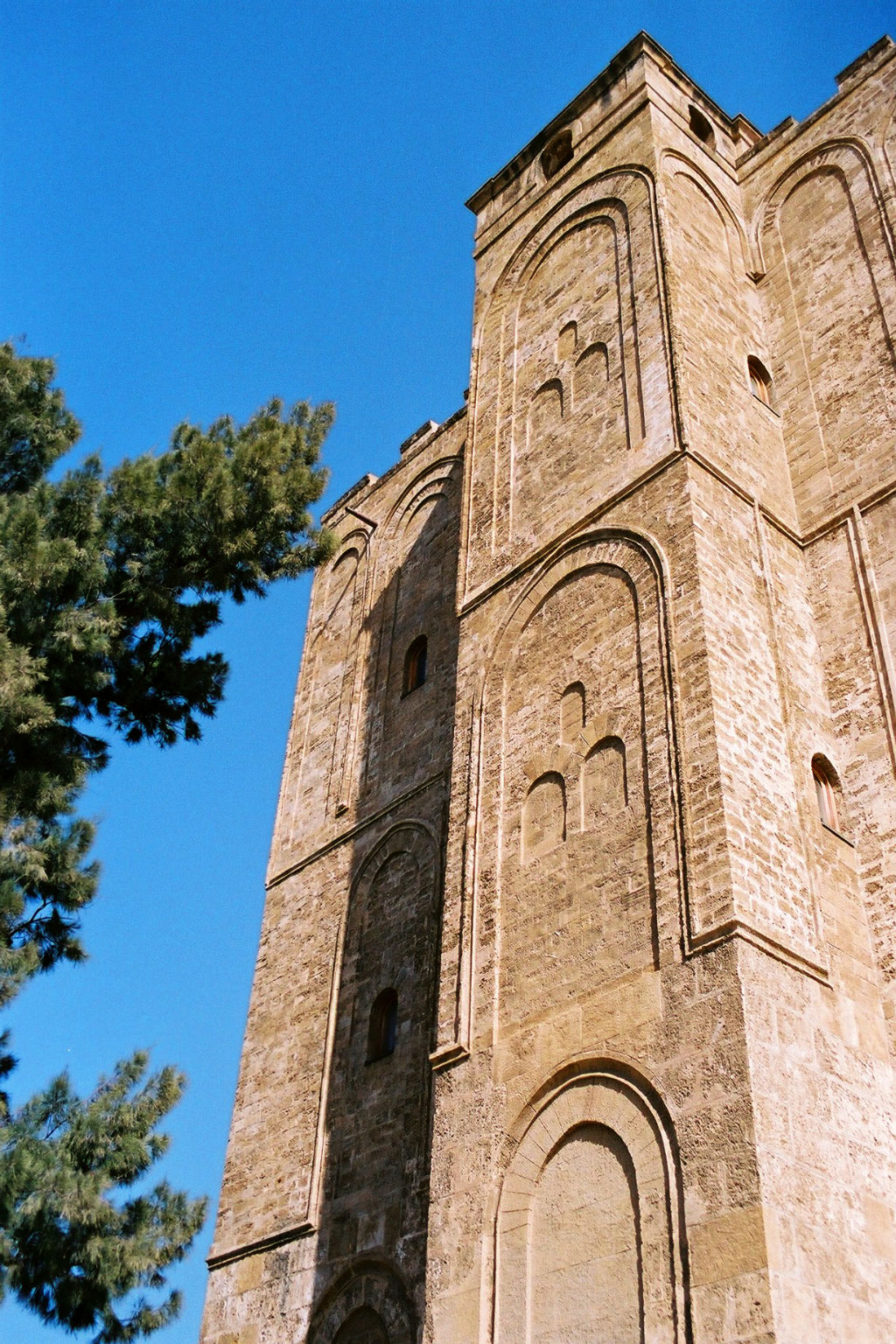
Luftschacht

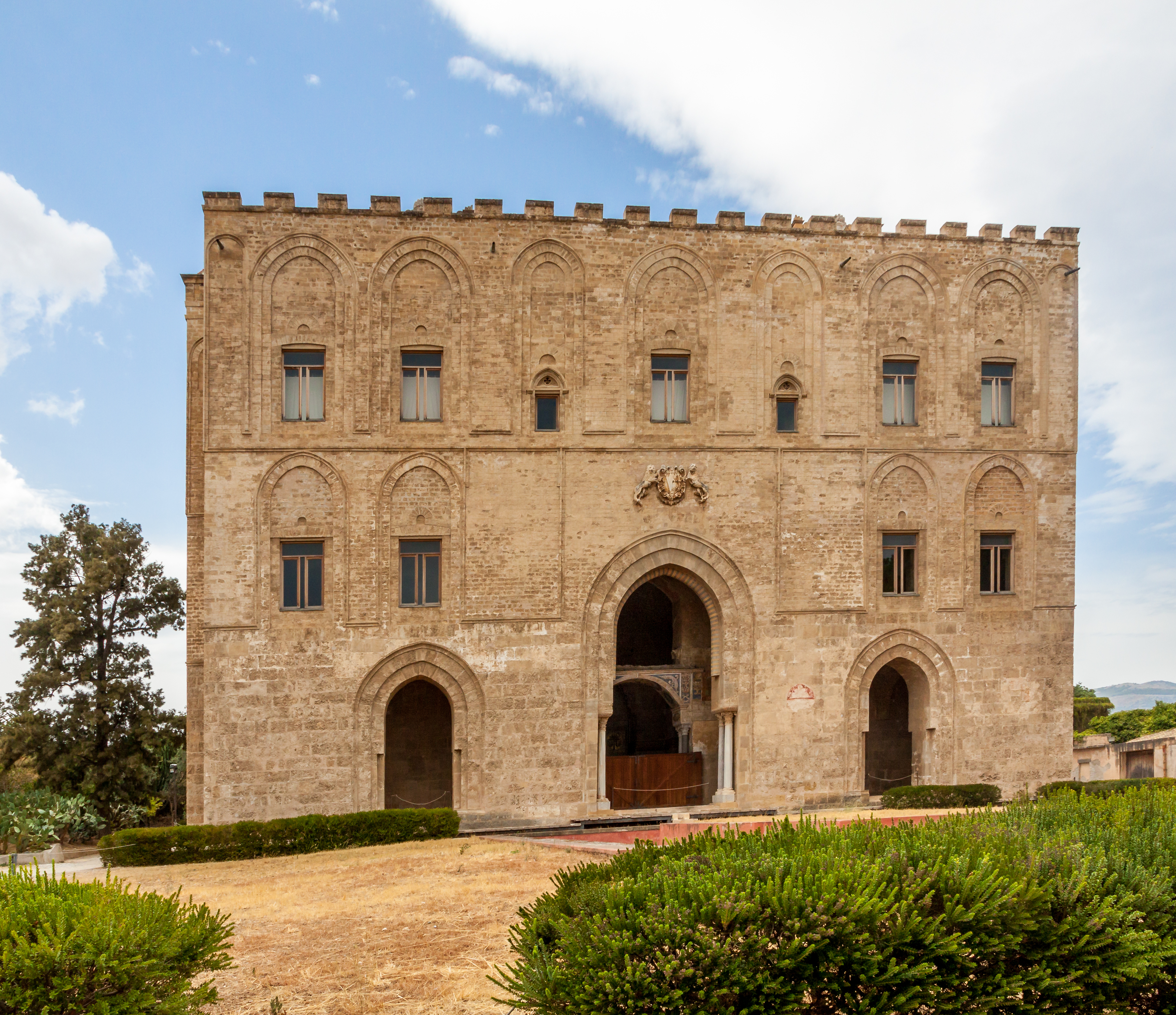
Außenansicht

La Zisa ist ein kubusförmiger Bau mit drei Stockwerken und einer Höhe von 25,70 m. In der Mitte der beiden Schmalseiten springen Risalite vor, die als Lüftungsschächte für eine Klimatisierung der Innenräume sorgten. Diese Risalite tragen kleine Turmaufsätze, die die Gebäudeoberkante überragen.
An der Hauptfassade führen drei spitzbogige Eingänge in den Bau. Der mittlere ist größer und prachtvoller ausgestaltet als die seitlichen und reicht bis in das erste Obergeschoss. Sein Spitzbogen ruht auf beiden Seiten auf je einem Paar Säulen.
Die Fassade ist nur durch flache Blendbögen gegliedert. Ein schmaler, gerader Sims verläuft zwischen dem ersten und zweiten Obergeschoss rund um das gesamte Gebäude und betont so die horizontale Ausrichtung.
Ursprünglich bildete ein Fries mit einer arabischen Inschrift, wie er heute noch bei der Cuba zu sehen ist, einen geraden oberen Abschluss des Gebäudes. Bei einem Umbau im Mittelalter wurde dieser Fries durch den heute noch vorhandenen Zinnenkranz ersetzt.
Die barocken Dachaufbauten, die beim Umbau der Zisa durch die Familie de Sandoval hinzugefügt worden, sind von der Gebäudekante zurückgesetzt und daher nur aus der Ferne zu sehen.

## Das Innere

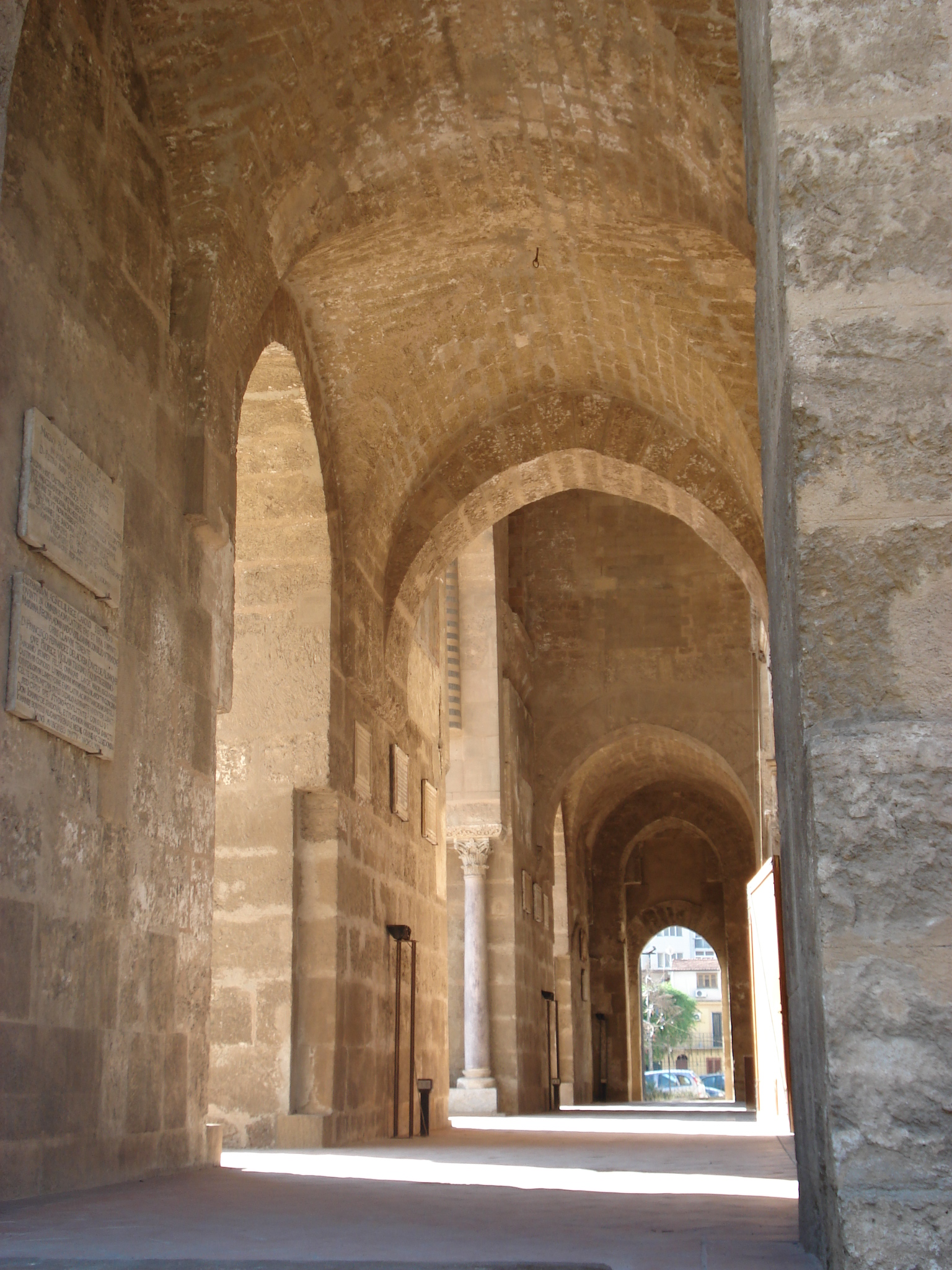
Vestibül

Die spitzbogigen Durchgänge der Hauptfassade führen in ein Vestibül, das sich als langer Gang entlang der Hauptfassade quer durch das ganze Gebäude erstreckt und auch zu den Seitenfassaden hin einen bogenförmigen Durchgang aufweist. Von diesem Vestibül aus sind die weiteren Räume des Erdgeschosses und die Treppenhäuser, über die man in die Obergeschosse gelangt, erreichbar.

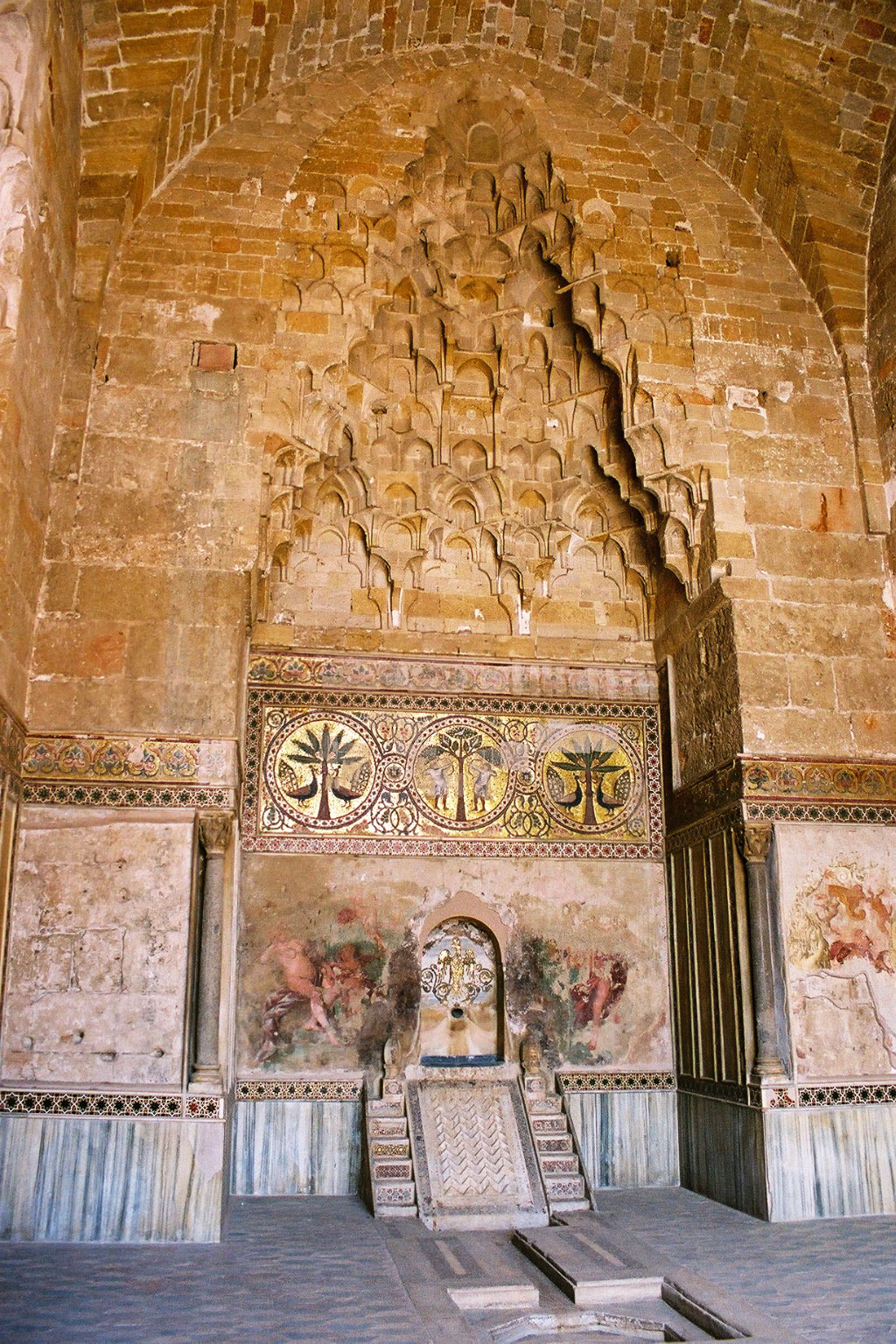
Nische mit Muqarna im Audienzsaal

Direkt gegenüber dem mittleren Spitzbogen führt ein Durchgang mit einem großen, auf Doppelsäulen ruhenden Bogen von dem Vestibül aus in den großen zweistöckigen Audienzsaal im Zentrum des Baus. Dieser Saal hat gegenüber dem Eingang und auf beiden Seiten jeweils eine Nische, die oben durch Muqarnas abgeschlossen ist. Von den Mosaikarbeiten, die die Wände zierten, ist nur ein Teil erhalten. In der Nische gegenüber dem Eingang befindet sich ein Paradiesbrunnen, von dem aus das Wasser über eine Schräge Platte in einen in den Boden eingelassenen Kanal floss, der durch die Mitte des Saals floss und sich zu mehreren kleinen Becken erweiterte. Draußen führte der Kanal in der Mittelachse des Baus zu einem Wasserbecken vor dem Schloss.

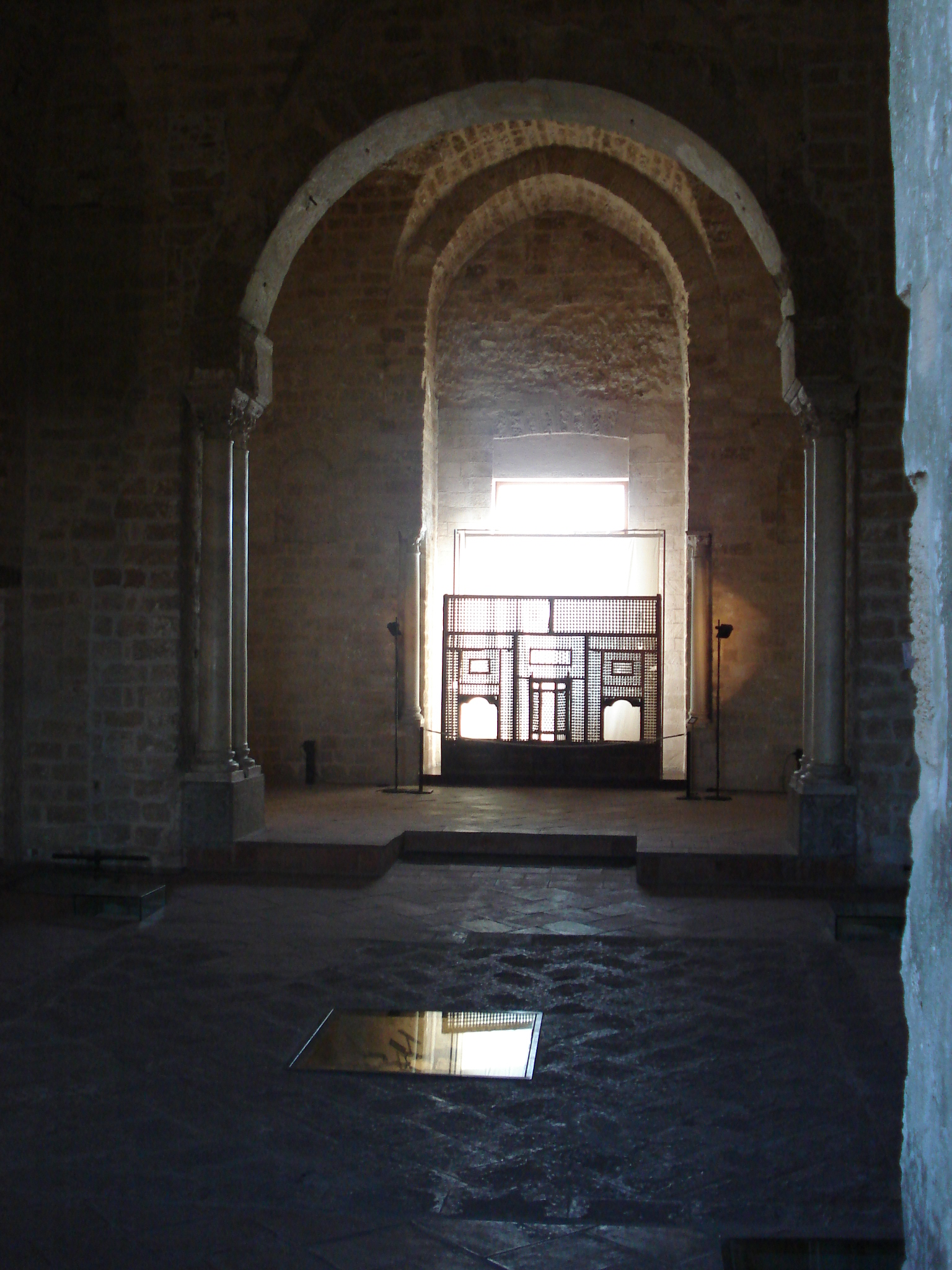
Großer Saal im zweiten Obergeschoss

Die weiteren Räume im Erdgeschoss und im ersten Obergeschoss sind auf beiden Seiten dieses Saals angeordnet. Im ersten Obergeschoss sind die beiden Seiten über einen schmalen Gang an der Rückseite des Gebäudes miteinander verbunden. Im zweiten Obergeschoss befindet sich in der Mitte, also über dem Audienzsaal, ebenfalls ein großer Saal. Da dessen Fußboden zur Mitte hin geneigt ist, wird angenommen, dass es sich dabei um ein Atrium mit Impluvium gehandelt hat, das vermutlich erst bei dem Umbau im 17. Jahrhundert durch die Familie de Sandoval überdacht wurde.

## Park

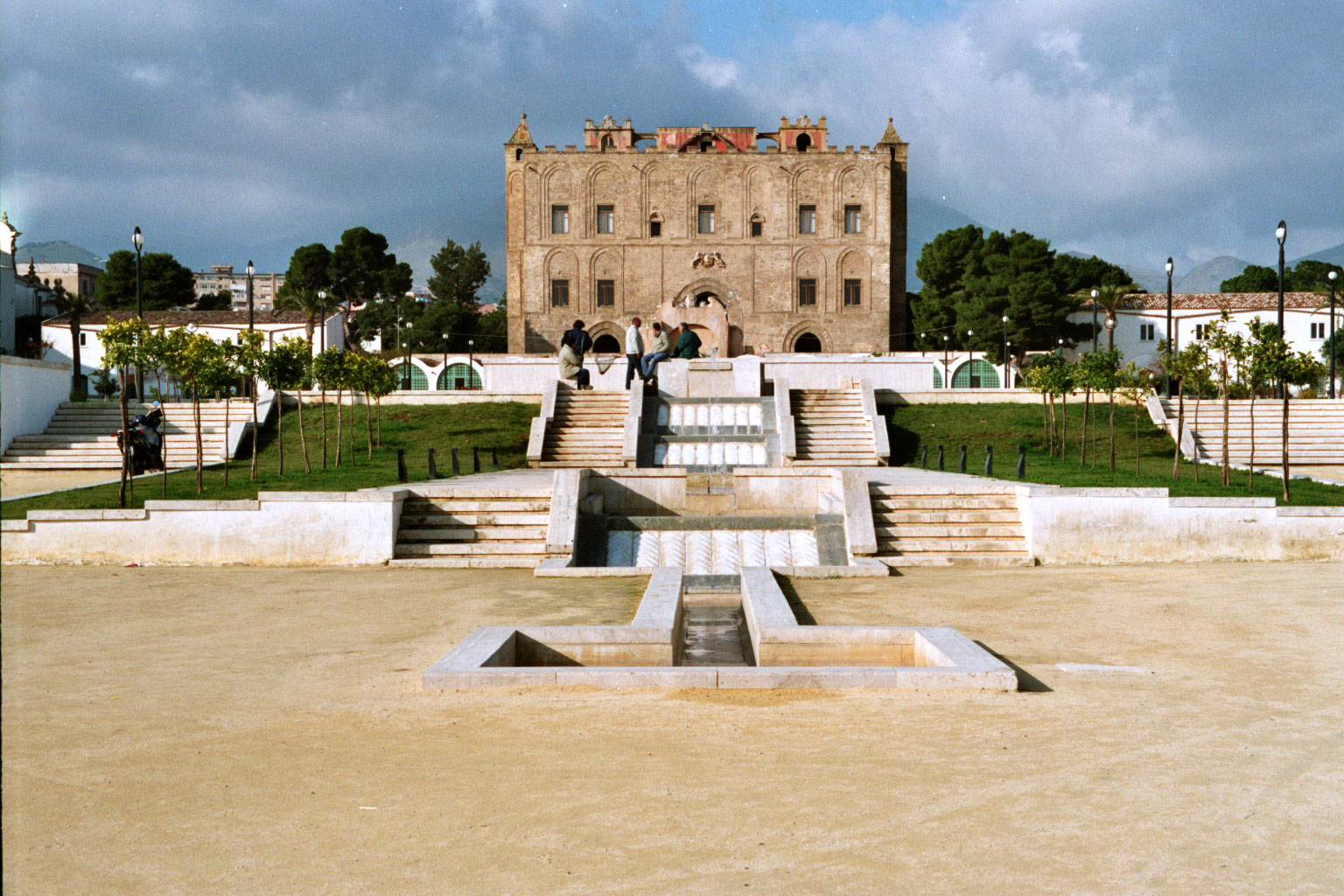
Kanal in der Mittelachse des Parks

Vor dem Schloss befindet sich noch das Wasserbecken, in den das Wasser aus dem Paradiesbrunnen floss. In der Mitte ist noch die Basis des Pavillons zu erkennen, der ursprünglich in dem Becken stand und über einen Steg zugänglich war.
In Verlängerung des Wasserkanals, der in dieses Becken führte, wurde 2005 ein Park mit Grünflächen und einem Wasserkanal angelegt, der über Kaskaden und rechteckige Becken durch die Grünanlage fließt.
Nördlich des Palastes wurden 1972 Reste einer römischen Wasserleitung und einer Thermenanlage entdeckt. Ebenfalls nördlich der Zisa befindet sich die Cappella della Santissima Trinità alla Zisa.